# عبدالله‌آباد (ریوند)
عبدالله‌آباد، نام روستایی از توابع شهرستان نیشابور در استان خراسان ایران بوده‌است.

## تابعیت
این روستا یکی از روستاهای تابعهٔ دهستان ریوند، دهستان هفتم از دهستان‌های پانزده‌گانهٔ شهرستان نیشابور، بوده‌است.